# میهایتا واسیله تیگانسکو
میهایتا واسیله تیگانسکو (رومانیایی: Mihăiță Vasile Țigănescu؛ زادهٔ ۴ فوریهٔ ۱۹۹۸) قایقران روئینگ اهل رومانی است.
وی در مسابقات کشوری و بین‌المللی در مجموع برندهٔ ۱ مدال طلا، ۳ مدال نقره شده‌است.